# Genilson Andres de Oliveira
Genilson Andres de Oliveira (João Pessoa, 25 de febrer de 1974) és un futbolista brasiler, que ocupa la posició de davanter.
Va jugar en la primera divisió espanyola durant la segona meitat de la campanya 99/00, disputant només tres partits amb el Málaga CF. A més a més, ha militat en nombrosos equips del seu país: Figueirense, Rio Branco, Santa Cruz, Coritiba o Portuguesa.